# Esterhazy, Saskatchewan
Esterhazy är en ort i Kanada.   Den ligger i provinsen Saskatchewan, i den sydöstra delen av landet, 2 000 km väster om huvudstaden Ottawa. Esterhazy ligger 516 meter över havet och antalet invånare är 2 194.
Terrängen runt Esterhazy är platt. Runt Esterhazy är det ganska tätbefolkat, med 149 invånare per kvadratkilometer.. Det finns inga andra samhällen i närheten.
Trakten runt Esterhazy består till största delen av jordbruksmark.